# 刹那 (小沢健二のアルバム)
刹那（せつな）は、小沢健二のアルバム。2003年2月27日に東芝EMIから発売。2017年12月8日に音楽配信が開始された。

## 解説
当初、2003年8月31日にベスト・アルバムが発売予定であることが発表されたが、一時は発売延期・中止という一途を辿った。しかし発売されると、その内容はこれまでに発売されたアルバムに収録されていないシングル曲を中心に全9曲(うち1曲は収録曲のインスト)を収録したものとなった。なお、本作発売以前からアルバム未収録となっていたシングル曲のうち、「カローラIIにのって」（6thシングル）、「戦場のボーイズ・ライフ」（9thシングル）、「Buddy」、「恋しくて」（共に15thシングル）、「指さえも」、「ダイスを転がせ」（共に16thシングル）、「ある光」（17thシングル）、「春にして君を想う」（18thシングル）は未収録となった。なお、アルバム『LIFE』からのリカットで、シングルでは一部が短縮されている「ぼくらが旅に出る理由 (Single Edit)」も未収録となっている。
このアルバムには3種類のジャケットがあり、いずれも平野敬子が手がけた。
歌詞カードに掲載された写真は、過去に掲載された雑誌の写真を引用したものである。
今作のリリース時には前作とは違ってテレビや雑誌などのメディアへの露出は一切無かったが、テレビスポットは作られた。一部のレコード店では、購入時に収録曲の歌詞が書かれた小冊子がもらえた。この小冊子には色違いが数種類存在する。

## 収録曲
| 全作詞: 小沢健二。 |                                                                                      |           |           |                                                                                  |      |
| #                  | タイトル                                                                             | 作詞      | 作曲      | 編曲                                                                             | 時間 |
| 1.                 | 「流星ビバップ」(11thシングル『痛快ウキウキ通り』カップリング曲)                     | 小沢健二  | 小沢健二  | 小沢健二                                                                         | 3:34 |
| 2.                 | 「痛快ウキウキ通り」(11thシングル)                                                   | 小沢健二  | 小沢健二  | - 小沢健二 - （ホーン編曲：GAMOU、NARGO、北原雅彦）                              | 3:26 |
| 3.                 | 「さよならなんて云えないよ(美しさ)」(10thシングル)                                   | 小沢健二  | 小沢健二  | 小沢健二                                                                         | 4:20 |
| 4.                 | 「夢が夢なら」(14thシングル)                                                         | 小沢健二  | 小沢健二  | - 小沢健二 - （ホーン編曲：GAMOU、NARGO、北原雅彦 / ストリングス編曲：服部隆之） | 4:56 |
| 5.                 | 「強い気持ち・強い愛」(7thシングル)                                                  | 小沢健二  | 筒美京平  | - 小沢健二、筒美京平 - （ホーン・ストリングス編曲：服部隆之）                    | 5:47 |
| 6.                 | 「それはちょっと」(7thシングル)                                                      | 小沢健二  | 筒美京平  | - 小沢健二、筒美京平 - （ホーン・ストリングス編曲：服部隆之）                    | 4:35 |
| 7.                 | 「夜と日時計」(2ndシングル『暗闇から手を伸ばせ』カップリング曲)                      | 小沢健二  | 小沢健二  | 小沢健二                                                                         | 5:41 |
| 8.                 | 「いちょう並木のセレナーデ」(10thシングル『さよならなんて云えないよ』カップリング曲) | 小沢健二  | 小沢健二  | 小沢健二                                                                         | 6:08 |
| 9.                 | 「流星ビバップ」                                                                     | 小沢健二  |           |                                                                                  | 3:33 |
| 合計時間:          | 合計時間:                                                                            | 合計時間: | 合計時間: | 42:00                                                                            |      |